# Peter Gould (géographe)
Pour les articles homonymes, voir Peter Gould et Gould.
Peter Robin Gould, né le 18 novembre 1932 à Coulsdon (Royaume-Uni) et mort le 22 janvier 2000 à State College (États-Unis) est un géographe américano-britannique 

## Origines et formation
Bien que son père ait eu une brillante carrière navale lors de la Seconde Guerre mondiale, lors des années de la Grande Dépression, la famille Gould a du changer fréquemment se déplacer pour trouver un travail. En 1936, il part avec sa mère vivre chez de la famille en Forêt-Noire, mais la montée des tensions et la préparation à la guerre les font rapidement rentrer en Angleterre. C'est à cette époque qu'il achète son premier atlas qui éveille son intérêt pour la géographie.
En 1940, Peter Gould franchit ce qu'il a toujours aimé appeler « la grande rivière Atlantique » et s'installe en Amérique. Au début de l'année 1943, Gould retraverse l'Atlantique, mais son navire est torpillé au large des côtes de l'Écosse par un sous-marin allemand, il parvient néanmoins à en réchapper et à regagner la rive. Après être passé dans une grande école publique, il entre au Pangbourne Naval College, à côté de Reading (Berkshire) où il obtient un prix spécial en navigation maritime.
Ses lacunes en latin l'empêche de rentrer directement à Cambridge, il décide alors en 1951 d'effectuer son service militaire de deux ans. Il est alors commissionné comme officier dans un fameux régiment écossais, les Gordon Highlanders  et passe la majorité de son service en Malaisie à lutter dans la jungle contre des insurgés communistes.
Démobilisé de l'armée et peu enclin à se conformer à l'enseignement supérieur anglais, Gould décide de retourner aux États-Unis. En 1956, il est diplômé de l'université Colgate où il se passionne pour la géographie et notamment pour l'Afrique, et se marie la même année.
Alors qu'on lui proposait des postes d'assistant à Chicago et à Madison, Peter Gould choisit alors la plus modeste Université Northwestern pour son cursus en études africaines. Il y rencontre Charles Tiebout (qui l'encouragera à s'intéresser à l'économie spatiale et à l'œuvre d'August Lösch), Edward Taaffe, Melville Herskovits (qui le poussera à s'intéresser au Ghana) ou encore William C. Krumbein (qui lui fera découvrir les méthodes statistiques et l'informatique). Diplômé d'un Master of Arts en 1957, il part sur le terrain au Ghana durant deux années et soutient sa thèse en 1960 sur le transport au Ghana.

## Carrière académique
L'Université de Syracuse le recrute comme professeur en 1960 pour ses compétences en études africaines mais en 1962 il obtient une bourse pour passer une année sur le terrain en Tanzanie (1962-1963). À son retour, il se voit proposer une offre de l'Université de Pennsylvanie qui cherchait un jeune chercheur pour introduire les méthodes quantitatives. Engagé en 1963 comme professeur assistant, il devient l'année suivante professeur associé et en 1968, professeur. Il sera promu Evan Pugh professor en 1986 et le sera jusqu'à sa retraite en mai 1998. Il y sera au total resté 35 années.
Cette longue carrière à l'Université de Pennsylvanie est néanmoins régulièrement entrecoupée par des voyages outre-mer :
- Entre 1969 et 1970, il passe un an à l'Institut Géographique de Lund où il travaille et se lie d'amitié avec Gunnar Törnqvist et Törsten Hägerstrand.

- En 1983-1984 et 1992-1993, il fait deux séjours en France à l'Institut de géographie alpine de Grenoble où il met un point d'honneur à apprendre parfaitement le français. D'ailleurs, quelques-uns de ses derniers articles sont délibérément écrits en français plutôt qu'en anglais[2].

Il prend sa retraite en mai 1998 et décède le 22 janvier 2000 des suites d'un cancer.
L'Université de Pennsylvanie crée alors en son honneur le Peter Gould Geo-Center for the promulgation of geographic thought and teaching  et le Peter R. Gould Memorial Fund.

## Thèmes de recherche
L'œuvre de Peter Gould est très éclectique et d'une grande ampleur : une vingtaine de livres et de monographies, près de 170 articles et chapitres de livres et plus de 80 textes de conférence. En plus de cela, il faut rajouter les centaines de lettres qu'il écrivait chaque année à ses collègues à travers le monde.

### Années 1960
La première décennie de recherche est marquée par trois monographies et 36 articles. Son travail est dominé par son expérience africaine mais il l'utilise sur des sujets variés, ainsi en va-t-il de son modèle rostowien de développement des systèmes de transport dans les pays en développement ou bien l'utilisation de la théorie des jeux pour analyser les prises de décision des fermiers africains.
Durant cette période, Gould explore aussi le développement de l'informatique avec une étude de l'aide que peut fournir la programmation linéaire concernant les décisions d'investissements publics et, fasciné par la psychologie cognitive alors en plein essor, il s'intéresse aux perceptions spatiales d'écoliers ce qui l'amène au développement de cartes mentales.
En 1969, sa monographie sur la diffusion spatiale commandée par l'AAG contribue à faire connaître Torsten Hägerstrand beaucoup plus largement.

### Années 1970
Dans les années 1970, Peter Gould commence à s'intéresser à l'épistémologie de la géographie avec Spatial organization: the geographer's view of the world (1971) dont l'organisation reflète sa conception de la géographie : 
1. Origine de la discipline et utilité scientifique
2. Le rôle clé de la mesure
3. Les localisations et les interactions spatiales
4. Les processus de diffusion spatiale
5. La prise de décision spatiale

Cependant, l'ouvrage est considéré comme trop complexe et n'est pas réédité. C'est néanmoins 3 ans plus tard qu'il publie son œuvre la plus connue, Mental Maps (1974, avec R. White).
Durant cette période, Gould publie enfin un certain nombre d'articles mêlant mathématiques, informatique et géographie.

### Années 1980
Au-delà de sa participation au Global Television Project dont l'aboutissement est  The Structure of Television (1974, analyse des flux régionaux de télévision), Peter Gould s'intéresse alors fortement aux problèmes de la philosophie de la géographie, avec deux ouvrages remarquables sur l'histoire et la philosophie de la géographie, The Search for Common Ground (1982) et A Ground for Common Search (1988). Il répond par ailleurs une à une question qui lui est régulièrement posée en conférence « Mais, qu'est-ce que font précisément les géographes ? » ("but, what exactly do geographers do ?") par un livre, The geographer at work (1985).

### Années 1990
La dernière décennie de travail de Gould est marquée par sa volonté de s'extirper du débat purement académique pour entrer dans le débat public. Il publie ainsi deux ouvrages sur des thèmes contemporains, Fire in the Rain (1990) sur la catastrophe nucléaire de Tchernobyl et The Slow Plague (1993) sur le SIDA.

## Récompenses

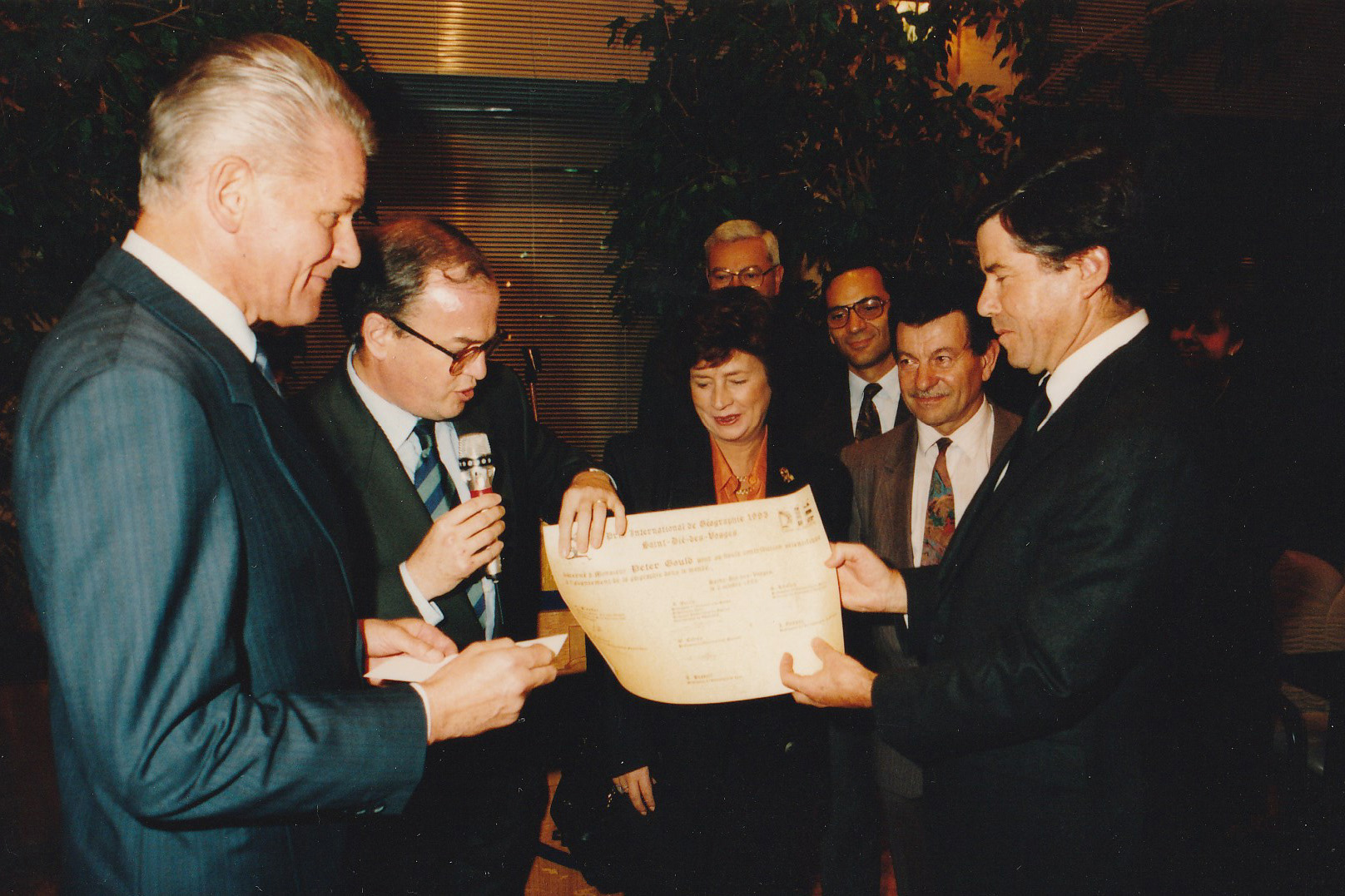
Peter Gould recevant le prix Vautrin-Lud (FIG 1993).

- AAG's Meritorious Contribution Award (1975)
- Docteur honoris causa de l'Université Strasbourg I (1982)
- Prix Vautrin-Lud (1993)
- Retzius Gold Metal de la Société Suédoise d'Anthropologie et de Géographie (1997)